# Éric Rebière
Éric Rebière est un surfeur  professionnel français né le 13 mars 1978 à Arraial do Cabo dans l'État de Rio de Janeiro au Brésil.

## Biographie
Double champion d'Europe EPSA (professionnel) 2000 et 2002, Éric Rebière fut le premier surfeur français à se qualifier pour le circuit mondial de surf, pour la saison 2004 en terminant 10e du WQS 2003. Il ouvrit la voie aux surfeurs européens avec les qualifications dans les années suivantes de Mikaël Picon en 2006, Jérémy Florès pour 2007 ainsi que le Basque Aritz Aramburu et le Portugais Tiago Pires.
Éric pratique maintenant le surf de grosses vagues. Discipline dans laquelle il s'illustre sur les plus grosses houles du monde à Nazaré au Portugal, Belharra en France, mais aussi en Irlande, à Mavericks ou en Galice.

## Palmarès

### Titres
- 2002 : Champion d'Europe EPSA
- 2000 : Champion d'Europe EPSA

### victoires
- 2008 :  Quiksilver pro Open Biarritz, Pyrénées-Atlantiques, France[2]
- 2007 : Super Bock pro, Cordoana, Portugal (WQS)
- 2005 : Vendée Surf Pro, La Sauzaie, France (WQS)
- 2003 : Ferréol Terra Pantin, Pantin, Espagne (WQS)
- 2003 : Gonna Pro, Tapia, Espagne (WQS)
- 2002 : La Santa surf Rip Curl, Lanzarote, îles Canaries (WQS)
- 2002 : Gaia shopping Buondi Pro, Carrapateira, Portugal (WQS)
- 1997 : Reef Classic, Mar del Plata, Argentine (WQS)